# Куэн-ле-Кюври
Куэн-ле-Кюври (фр. Coin-lès-Cuvry) — коммуна на северо-востоке Франции в регионе Гранд-Эст (бывший Эльзас — Шампань — Арденны — Лотарингия), департамент Мозель, округ Мец, кантон Кото-де-Мозель. До марта 2015 года коммуна административно входила в состав упразднённого кантона Верни (округ Мец-Кампань).
Площадь коммуны — 6,65 км², население — 702 человека (2006) с тенденцией к стабилизации: 685 человек (2013), плотность населения — 103,0 чел/км². Ранее входила в состав Лотарингии.

## Население
Численность населения коммуны в 2008 году составляла 725 человек, в 2011 году — 706 человек, а в 2013-м — 685 человек.
| 1962 | 1968 | 1975 | 1982 | 1990 | 1999 | 2006 | 2008 | 2011 | 2013 |
| ---- | ---- | ---- | ---- | ---- | ---- | ---- | ---- | ---- | ---- |
| 220  | 242  | 254  | 522  | 571  | 667  | 702  | 725  | 706  | 685  |

Динамика населения:

## Экономика
В 2010 году из 491 человек трудоспособного возраста (от 15 до 64 лет) 372 были экономически активными, 119 — неактивными (показатель активности 75,8 %, в 1999 году — 71,6 %). Из 372 активных трудоспособных жителей работали 342 человека (169 мужчин и 173 женщины), 30 числились безработными (15 мужчин и 15 женщин). Среди 119 трудоспособных неактивных граждан 52 были учениками либо студентами, 49 — пенсионерами, а ещё 18 — были неактивны в силу других причин.